# Parakiefferiella scandica
Parakiefferiella scandica är en tvåvingeart som beskrevs av Lars Zakarias Brundin 1956. Parakiefferiella scandica ingår i släktet Parakiefferiella och familjen fjädermyggor. Arten är reproducerande i Sverige. Inga underarter finns listade i Catalogue of Life.